# 모리타 문맥
환론에서 모리타 문맥([森田]文脈, 영어: Morita context)은 두 개의 쌍가군으로 정의되는 수학적 구조이며, 이를 사용하여 모리타 환([森田]環, 영어: Morita ring)이라는, 2×2 행렬들로 구성된 환을 정의할 수 있다. 만약 두 쌍가군 가운데 하나가 0이라면, 이에 대응되는 환은 삼각환(三角環, 영어: triangular (matrix) ring)이라고 하며, 이는 2×2 상삼각행렬들로 구성된다.

## 정의

### 행렬을 통한 정의
환 {\displaystyle R}와 {\displaystyle S} 사이의 모리타 문맥은 다음과 같은 데이터로 구성된다.:486; 503, Exercise §18.18
- {\displaystyle (R,S)}-쌍가군 {\displaystyle {}_{R}M_{S}}
- {\displaystyle (S,R)}-쌍가군 {\displaystyle {}_{S}N_{R}}
- {\displaystyle (R,R)}-쌍가군 준동형 {\displaystyle \phi \colon {}_{R}(M\otimes _{S}N)_{R}\to {}_{R}R_{R}}
- {\displaystyle (S,S)}-쌍가군 준동형 {\displaystyle \psi \colon {}_{S}(N\otimes _{R}M)_{S}\to {}_{S}S_{S}}

이 데이터는 다음 조건들을 만족시켜야 한다.
- {\displaystyle \operatorname {id} _{M}\otimes _{S}\psi =\phi \otimes _{R}\operatorname {id} _{N}}
- {\displaystyle \psi \otimes _{S}\operatorname {id} _{N}=\operatorname {id} _{M}\otimes _{R}N}

모리타 문맥 {\displaystyle (R,S,M,N,\phi ,\psi )}이 주어졌을 때, 아벨 군
{\displaystyle R\oplus M\oplus N\oplus S}
위에 다음과 같은 이항 연산을 부여하면 이는 환을 이루며, 이를 모리타 환(영어: Morita ring)이라고 한다.
{\displaystyle (r,m,n,s)(r',m',n',s')=\left(rr'+\phi (m\otimes _{S}n'),rm'+ms',nr'+sn',ss'+\psi (n\otimes _{R}m')\right)}
{\displaystyle R\oplus M\oplus N\oplus S}의 원소를 다음과 같은 2×2 행렬
{\displaystyle {\begin{pmatrix}r&m\\n&s\end{pmatrix}}\qquad (r\in R,\;m\in M,\;n\in N,\;s\in S)}
로 나타내며 {\displaystyle \phi }와 {\displaystyle \psi }를 생략한다면, 모리타 환의 곱은 행렬의 곱셈으로 생각할 수 있다. 따라서, 모리타 환은 기호로
{\displaystyle {\begin{pmatrix}R&M\\N&S\end{pmatrix}}}
로 표기한다.
특수한 경우로, {\displaystyle N=0}이며  {\displaystyle \phi }, {\displaystyle \psi }는 영 쌍가군을 정의역으로 하는 유일한 쌍가군 준동형이라고 하자. 이 경우 모리타 환 {\displaystyle ({\begin{smallmatrix}R&M\\0&S\end{smallmatrix}})}은 상삼각행렬로 구성되며, 이를 삼각환이라고 한다.:16, Example 1.14:503, Exercise §18.18 즉, 이는 아벨 군으로서 직합 {\displaystyle R\oplus M\oplus S}이며, 그 위의 환 구조는 다음과 같다.
{\displaystyle (r,m,s)(r',m',s')=(rr',rm'+ms',ss')\qquad (r,r'\in R,\;m,m'\in M,\;s,s'\in S)}

### 멱등원을 통한 정의
삼각환은 다음과 같이 다르게 정의할 수도 있다.:430, Theorem 6.4(c) 모리타 문맥 {\displaystyle (T,e)}은 다음과 같은 데이터로 주어진다.
- {\displaystyle T}는 환이다.
- {\displaystyle e\in T}는 멱등원이다. 즉, {\displaystyle e^{2}=e}를 만족시킨다.

이 정의는 쌍가군을 통한 정의와 동치이다. 구체적으로, {\displaystyle (T,e)}가 주어졌을 때,
{\displaystyle R=eTe}
{\displaystyle S=(1-e)T(1-e)}
{\displaystyle M=eT(1-e)}
{\displaystyle N=(1-e)Te}
{\displaystyle \phi \colon \left(eT(1-e)\otimes _{R}(1-e)Te\right)\to eTe}
{\displaystyle \phi \colon \left(et(1-e)\otimes _{R}(1-e)t'e\right)\mapsto et(1-e)t'e}
{\displaystyle \psi \colon \left((1-e)Te\otimes _{S}eT(1-e)\right)\to (1-e)T(1-e)}
{\displaystyle \psi \colon \left((1-e)te\otimes _{S}et'(1-e)\right)\mapsto (1-e)tet'(1-e)}
로 놓으면, {\displaystyle (R,S,M,N,\phi ,\psi )}는 모리타 문맥을 이룬다. 반대로, 모리타 문맥 {\displaystyle (R,S,M,N,\phi ,\psi )}이 주어졌을 때,
{\displaystyle T={\begin{pmatrix}R&M\\N&S\end{pmatrix}}}
{\displaystyle e={\begin{pmatrix}1_{R}&0_{M}\\0_{N}&0_{S}\end{pmatrix}}}
로 놓으면, 이는 위 정의를 만족시킨다.
특히, 만약 {\displaystyle N=(1-e)Te=0}일 경우, {\displaystyle (T,e)}는 삼각환 {\displaystyle ({\begin{smallmatrix}R&M\\0&S\end{smallmatrix}})}을 정의한다.

### 준가법 범주를 통한 정의
모리타 문맥의 개념은 범주론적으로 간단히 정의할 수 있다.
모리타 문맥은 2개의 대상을 갖는 준가법 범주(즉, 아벨 군의 범주 {\displaystyle \operatorname {Ab} } 위의 풍성한 범주)이다.:430, Theorem 6.4(a) 이러한 준가법 범주 {\displaystyle {\mathcal {C}}}가 주어졌으며, 그 두 대상이 {\displaystyle X}와 {\displaystyle Y}라고 하자. 그렇다면
{\displaystyle R=\operatorname {End} _{\mathcal {C}}(X)=\hom _{\mathcal {C}}(X,X)}
{\displaystyle S=\operatorname {End} _{\mathcal {C}}(Y)=\hom _{\mathcal {C}}(Y,Y)}
{\displaystyle M=\hom _{\mathcal {C}}(X,Y)}
{\displaystyle N=\hom _{\mathcal {C}}(Y,X)}
로 놓으면, (준가법 범주에서의 자기 사상 모노이드는 환을 이루므로) {\displaystyle R}와 {\displaystyle S}는 자연스럽게 환의 구조를 가지며, 사상의 합성을 통해 {\displaystyle M}은 {\displaystyle (R,S)}-쌍가군, {\displaystyle N}은 {\displaystyle (S,R)}-쌍가군을 이룬다. 또한, 사상의 합성을 통하여 자연스럽게 사상
{\displaystyle \phi \colon M\otimes _{S}N\to R}
{\displaystyle \psi \colon N\otimes _{S}M\to S}
이 존재한다. 만약 {\displaystyle N=0}일 경우 이는 삼각환을 정의한다.

### 2-범주를 통한 정의
2-범주 이론을 통해, 모리타 문맥의 개념을 일반화할 수 있다. 구체적으로, 2-범주 {\displaystyle {\mathcal {C}}} 속의 모리타 문맥 {\displaystyle (R,S,M,N,\phi ,\psi )}은 다음과 같은 데이터로 구성된다.:424–425, Definition 5.1
- {\displaystyle R}와 {\displaystyle S}는 {\displaystyle {\mathcal {C}}}의 대상(=0-사상)이다.
- {\displaystyle M\colon R\to S}와 {\displaystyle N\colon S\to R}는 {\displaystyle {\mathcal {C}}}의 1-사상이다.
- {\displaystyle \phi \colon N\circ M\Rightarrow \operatorname {id} _{R}}와 {\displaystyle \psi \colon M\circ N\to \operatorname {id} _{S}}는 {\displaystyle {\mathcal {C}}}의 2-사상이다.

다음과 같은 쌍가군 2-범주 {\displaystyle \operatorname {Bimod} }를 생각하자.
- {\displaystyle \operatorname {Bimod} }의 대상(=0-사상)은 환이다.
- {\displaystyle \operatorname {Bimod} }의 두 대상 {\displaystyle R}, {\displaystyle S} 사이의 1-사상은 {\displaystyle (R,S)}-쌍가군이다. 1-사상의 합성은 쌍가군의 텐서곱 {\displaystyle (_{S}N_{T})\circ (_{R}M_{S})={}_{R}(M\otimes _{S}N)_{T}}으로 주어진다.
- {\displaystyle \operatorname {Bimod} }의 두 대상 {\displaystyle R}, {\displaystyle S} 사이의 두 1-사상 {\displaystyle _{R}M_{S}}, {\displaystyle _{R}N_{S}} 사이의 2-사상은 {\displaystyle (R,S)}-쌍가군 준동형 {\displaystyle \phi \colon M\to N}이다.

그렇다면, 2-범주 {\displaystyle \operatorname {Bimod} } 속의 모리타 문맥은 위의 다른 정의들과 동치이다.

## 성질
삼각환 {\displaystyle ({\begin{smallmatrix}R&M\\0&S\end{smallmatrix}})}에 대하여, 다음 두 조건이 서로 동치이다.
- {\displaystyle ({\begin{smallmatrix}R&M\\0&S\end{smallmatrix}})}은 가환환이다.
- {\displaystyle R}와 {\displaystyle S}는 가환환이며, {\displaystyle M=0}이다.

### 아이디얼
환 {\displaystyle R}와 {\displaystyle S} 및 {\displaystyle (R,S)}-쌍가군 {\displaystyle _{R}M_{S}}이 주어졌다고 하자. 그렇다면, 삼각환 {\displaystyle ({\begin{smallmatrix}R&M\\0&S\end{smallmatrix}})}의 왼쪽 아이디얼은 다음과 같은 꼴이다.:17, Proposition 1.17(1)
{\displaystyle N\oplus {\mathfrak {S}}}
여기서
- {\displaystyle {\mathfrak {S}}\subseteq S}는 {\displaystyle S}의 왼쪽 아이디얼이다.
- {\displaystyle N\subseteq R\oplus M}은 {\displaystyle _{R}R\oplus {}_{R}M}의 {\displaystyle R}-부분 가군이며, {\displaystyle M{\mathfrak {S}}\subseteq N\cap M}이다.

마찬가지로, 삼각환 {\displaystyle ({\begin{smallmatrix}R&M\\0&S\end{smallmatrix}})}의 오른쪽 아이디얼은 다음과 같은 꼴이다.:17, Proposition 1.17(2)
{\displaystyle {\mathfrak {R}}\oplus N}
여기서
- {\displaystyle {\mathfrak {R}}\subseteq R}는 {\displaystyle R}의 오른쪽 아이디얼이다.
- {\displaystyle N\subseteq M\oplus S}은 {\displaystyle M_{S}\oplus S_{S}}의 {\displaystyle S}-부분 가군이며, {\displaystyle {\mathfrak {R}}M\subseteq N\cap M}이다.

마찬가지로, 삼각환 {\displaystyle ({\begin{smallmatrix}R&M\\0&S\end{smallmatrix}})}의 양쪽 아이디얼은 다음과 같은 꼴이다.:17, Proposition 1.17(3)
{\displaystyle {\mathfrak {r}}\oplus N\oplus {\mathfrak {s}}}
여기서
- {\displaystyle {\mathfrak {r}}\subseteq R}는 {\displaystyle R}의 양쪽 아이디얼이다.
- {\displaystyle {\mathfrak {s}}\subseteq S}는 {\displaystyle S}의 양쪽 아이디얼이다.
- {\displaystyle _{R}N_{S}\subseteq {}_{R}M{}_{S}}은 {\displaystyle _{R}M_{S}}의 {\displaystyle (R,S)}-부분 쌍가군이며, {\displaystyle {\mathfrak {r}}M\subseteq N}이자 {\displaystyle M{\mathfrak {s}}\subseteq N}이다.

### 뇌터·아르틴 조건
삼각환 {\displaystyle ({\begin{smallmatrix}R&M\\0&S\end{smallmatrix}})}에 대하여, 다음 두 조건이 서로 동치이다.:19, Theorem 1.22
- {\displaystyle ({\begin{smallmatrix}R&M\\0&S\end{smallmatrix}})}은 왼쪽 뇌터 환이다.
- {\displaystyle R}와 {\displaystyle S}는 왼쪽 뇌터 환이며, {\displaystyle _{R}M}은 {\displaystyle R}-뇌터 가군이다.

삼각환 {\displaystyle ({\begin{smallmatrix}R&M\\0&S\end{smallmatrix}})}에 대하여, 다음 두 조건이 서로 동치이다.:19, Theorem 1.22
- {\displaystyle ({\begin{smallmatrix}R&M\\0&S\end{smallmatrix}})}은 오른쪽 뇌터 환이다.
- {\displaystyle R}와 {\displaystyle S}는 오른쪽 뇌터 환이며, {\displaystyle M_{S}}은 {\displaystyle S}-뇌터 가군이다.

삼각환 {\displaystyle ({\begin{smallmatrix}R&M\\0&S\end{smallmatrix}})}에 대하여, 다음 두 조건이 서로 동치이다.:19, Theorem 1.22
- {\displaystyle ({\begin{smallmatrix}R&M\\0&S\end{smallmatrix}})}은 왼쪽 아르틴 환이다.
- {\displaystyle R}와 {\displaystyle S}는 왼쪽 아르틴 환이며, {\displaystyle _{R}M}은 {\displaystyle R}-아르틴 가군이다.

삼각환 {\displaystyle ({\begin{smallmatrix}R&M\\0&S\end{smallmatrix}})}에 대하여, 다음 두 조건이 서로 동치이다.:19, Theorem 1.22
- {\displaystyle ({\begin{smallmatrix}R&M\\0&S\end{smallmatrix}})}은 오른쪽 아르틴 환이다.
- {\displaystyle R}와 {\displaystyle S}는 오른쪽 아르틴 환이며, {\displaystyle M_{S}}은 {\displaystyle S}-아르틴 가군이다.

## 예

### 자명한 경우
만약 {\displaystyle M=N=0}이라면, 모리타 환은 다음과 같이 단순히 환의 직접곱과 같다.
{\displaystyle {\begin{pmatrix}R&0\\0&S\end{pmatrix}}\cong R\times S}
만약 {\displaystyle R=S}이며, {\displaystyle M={\mathfrak {m}}\subseteq R}과 {\displaystyle N={\mathfrak {n}}\subseteq R}이 {\displaystyle R}의 양쪽 아이디얼이라면, 모리타 환
{\displaystyle {\begin{pmatrix}R&{\mathfrak {m}}\\{\mathfrak {n}}&R\end{pmatrix}}\subseteq \operatorname {Mat} (2;R)}
은 {\displaystyle R} 계수 2×2 행렬환의 부분환이다.

### 오른쪽 가군에 대응되는 모리타 문맥
환 {\displaystyle R} 위의 오른쪽 가군 {\displaystyle M_{R}}가 주어졌을 때, 다음과 같은 모리타 문맥을 정의할 수 있다.:486
- {\displaystyle S=\hom(M_{R},M_{R})}
- {\displaystyle {}_{R}N_{S}=\hom({}_{S}M_{R},{}_{R}R_{R})}
- {\displaystyle \phi \colon M\otimes _{R}N\to S}, {\displaystyle (m\otimes _{R}n)\mapsto (m'\mapsto mn(m'))}
- {\displaystyle \psi \colon N\otimes _{S}M\to R}, {\displaystyle (n\otimes _{R}m)\mapsto n(m)}

이러한 모리타 문맥은 모리타 동치의 정의에 사용된다. 구체적으로, 만약 {\displaystyle M_{R}}가 유한 생성 사영 가군이며 오른쪽 가군 범주 {\displaystyle \operatorname {Mod} _{R}}의 생성 대상이라면, 이는 {\displaystyle R}와 {\displaystyle S} 사이의 모리타 동치를 정의한다.

## 역사
모리타 문맥과 모리타 환은 모리타 기이치가 모리타 동치 이론을 전개하기 위하여 도입하였다. "모리타 문맥"(영어: Morita context)이라는 용어는 하이먼 배스가 도입하였다.:460

## 참고 문헌
1. 1 2 3 4  Lam, Tsit-Yuen (1999). 《Lectures on modules and rings》. Graduate Texts in Mathematics (영어) 189. Springer. doi:10.1007/978-1-4612-0525-8. ISBN 978-0-387-98428-5. MR 1653294.
2. 1 2 3 4 5 6 7 8  Lam, Tsit-Yuen (2001). 《A first course in noncommutative rings》. Graduate Texts in Mathematics (영어) 131 2판. Springer. doi:10.1007/978-1-4419-8616-0. ISBN 978-0-387-95183-6. ISSN 0072-5285.
3. 1 2 3  Pécsi, Bertalan (2012년 8월). “On Morita contexts in bicategories”. 《Applied Categorical Structures》 (영어) 20 (4): 415–432. doi:10.1007/s10485-011-9247-2. ISSN 0927-2852.
4. ↑  Chase, Stephen U. (1961). “A generalization of the ring of triangular matrices”. 《Nagoya Mathematical Journal》 (영어) 18: 13–25. ISSN 0027-7630. MR 0123594. Zbl 0113.02901.
5. ↑  Bass, Hyman (1962). 《The Morita theorem: lecture notes》 (영어). University of Oregon.

- Loustaunau, Philippe; Shapiro, Jay (1990). 〈Morita contexts〉. 《Non-commutative ring theory. Proceedings of a conference held in Athens, Ohio, Sept. 29–30, 1989》. Lecture Notes in Mathematics (영어) 1448. 80–92쪽. doi:10.1007/BFb0091253.